# Antoniuskapelle (Schrezheim)

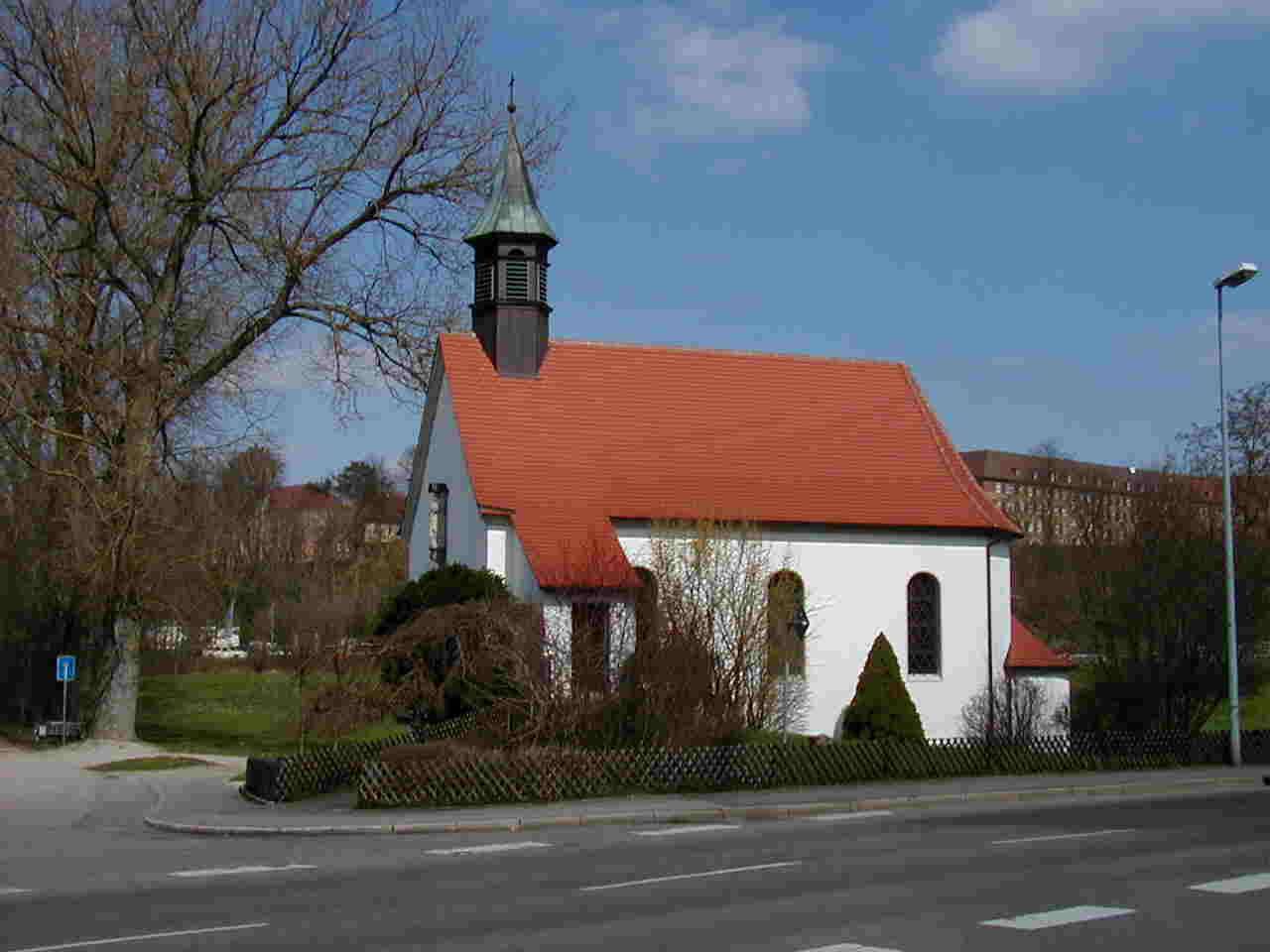
Antoniuskapelle in Schrezheim

Die Antoniuskapelle im Ellwanger Stadtteil Schrezheim ist berühmt für ihren Fayencealtar, der der Schrezheimer Porzellanmanufaktur entstammt und eines der bedeutendsten Werke der Fayencekunst darstellt.

## Geschichte
Die Antoniuskapelle wurde 1692 von dem Schrezheimer Bürger und Besitzer der dortigen Ziegelei Anton Friedrich Ziegler und seiner Ehefrau Margarete gestiftet. Am 20. Mai 1729 weihte man sie zu Ehren des heiligen Antonius von Padua. Im Jahre 1757 erhielt sie seine Reliquie unmittelbar aus Padua.
Die Deckenfresken der Kapelle mit Szenen aus der Legende des Heiligen wurden 1821 von Josef Wintergerst und Maria Barbara Wintergerst geschaffen.

## Fayencealtar

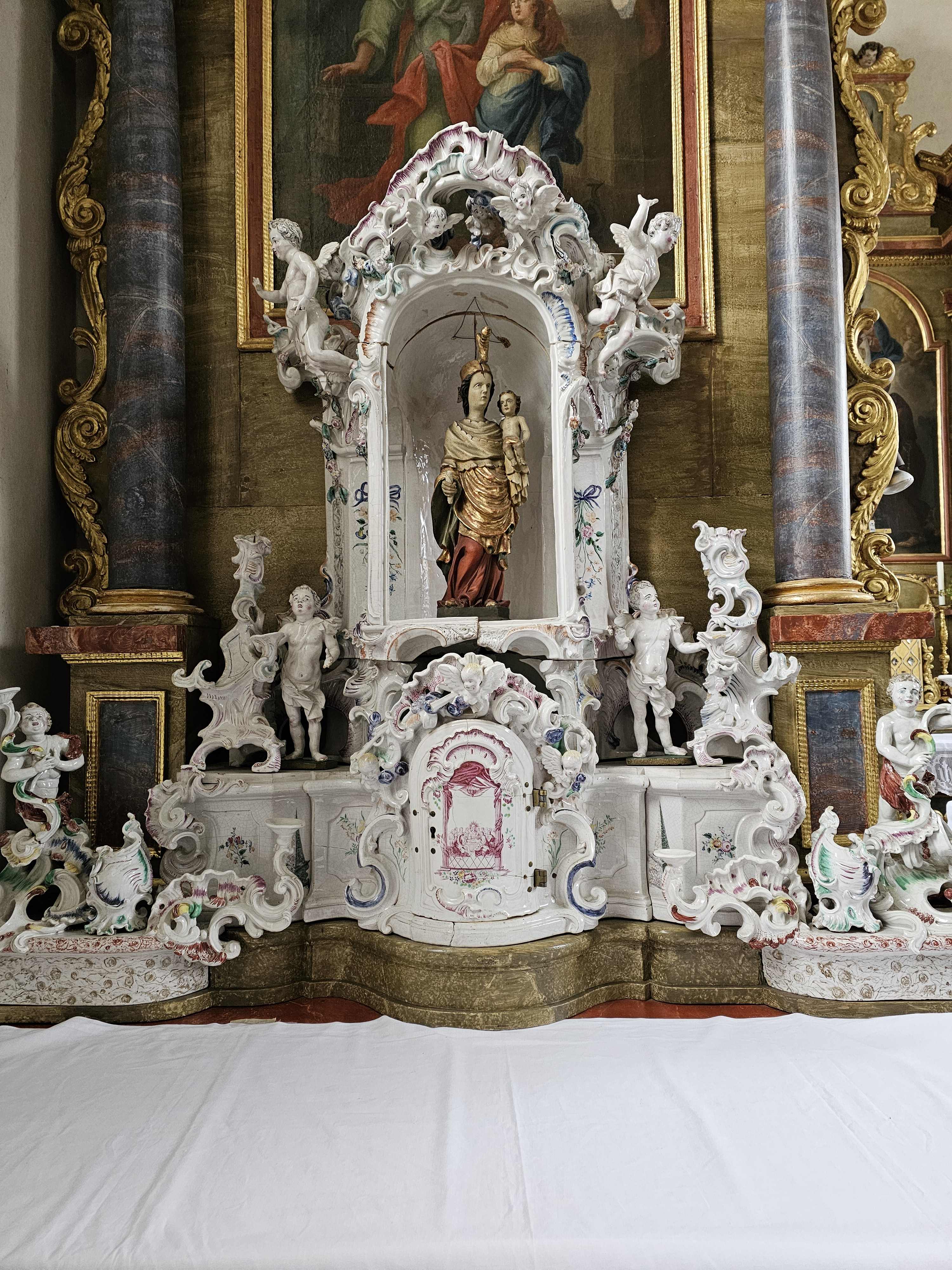
Schrezheimer Fayencealtar

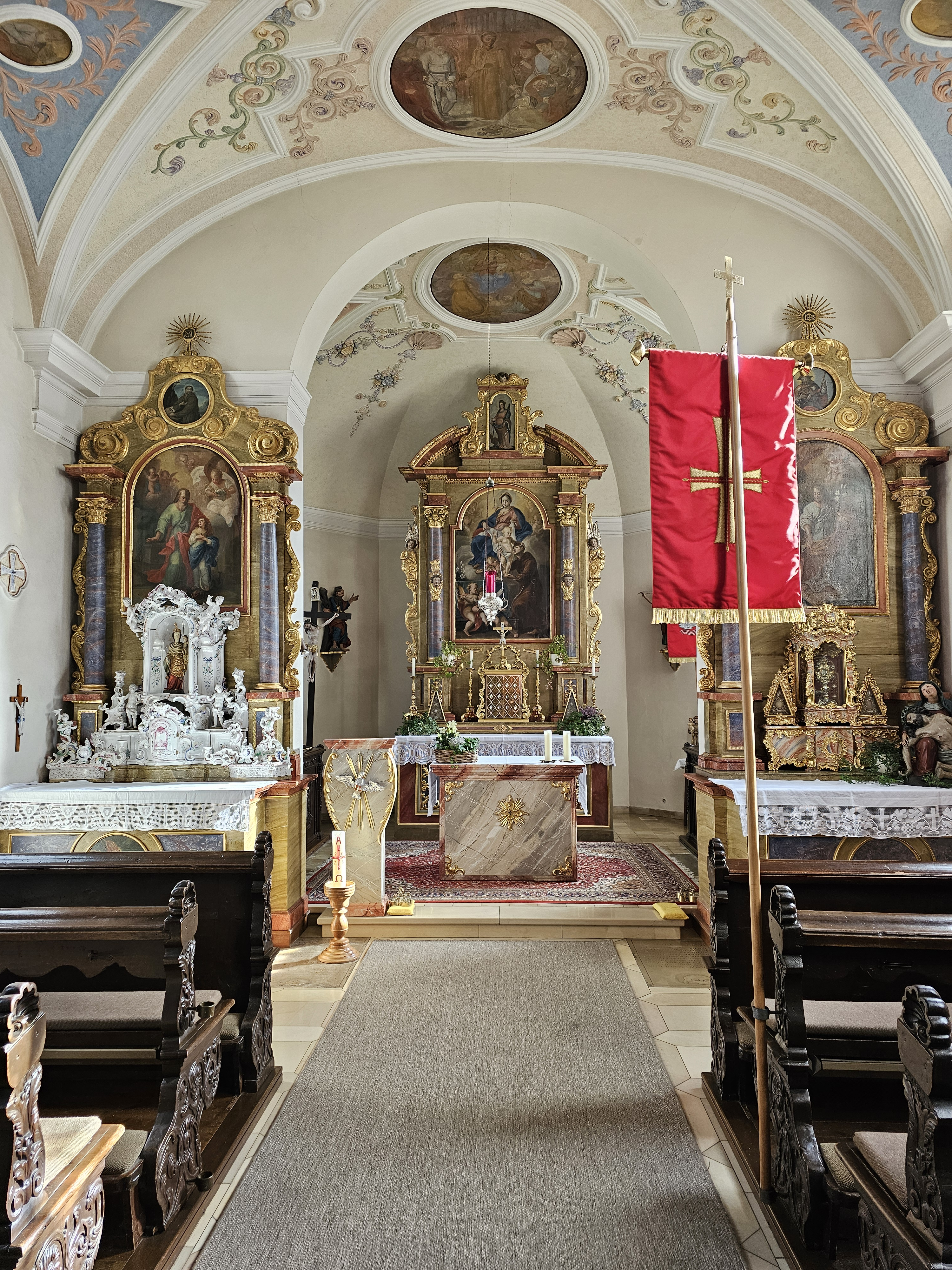
Der Fayencealtar ist links zu sehen

Auf der Mensa des linken Seitenaltars befindet sich ein Fayencealtar, der 1773/74 in der Schrezheimer Fayencemanufaktur geschaffen wurde. Das Modell stammt von Johann Martin Mutschele (Bamberg). Das in seiner Art einzigartige Fayencealtärchen, eine Höchstleistung der Manufaktur, ist ein Kunstwerk von europäischem Rang. Die reich gegliederte Tabernakelbasis stellt das letzte Abendmahl in Purpurfarbe dar und wird mit einem baldachinartigen Aufbau begrenzt. In der Nische steht eine farbig gefasste Holzplastik der Madonna, die eine Nachbildung der Madonna in der Wallfahrtskirche Neukirchen beim Heiligen Blut im Bayerischen Wald darstellt. Üppiger Rokokozierrat mit stehenden und schwebenden Putten, geflügelten Engelsköpfen, Voluten und Rocaillen rundet das Kunstwerk ab.